# باري بوستويك
باري بوستويك (بالإنجليزية: Barry Bostwick)‏ مواليد 24 فبراير 1945 في سان ماتيو، الولايات المتحدة، هو ممثل أمريكي بدأ مسيرته الفنية سنة 1970. كما أنه من الفائزين بجائزة غولدن غلوب.

## الأعمال

### أفلام
- 101 مرقش 2 (2003)
- نانسي درو (2007)
- هانا مونتانا (2009)

### مسلسلات
| السنة | العمل                                  | الدور          |
| ----- | -------------------------------------- | -------------- |
| 1979  | هاواي فايف أو                          |                |
| 2003  | سكرابز                                 |                |
| 2004  | القانون والنظام: الوحدة الخاصة للضحايا | أوليفر غيتس    |
| 2005  | لاس فيغاس                              | مارتن          |
| 2005  | كولد كيس                               |                |
| 2007  | فارس وفادي                             |                |
| 2007  | بيتي القبيحة                           | روجر آدامز     |
| 2009  | نيب/تك                                 | روجر باين      |
| 2009  | خارق للطبيعة                           |                |
| 2010  | غلي                                    |                |
| 2013  | فضيحة                                  | جيري غرانت     |
| 2013  | سايك                                   | رولاند أرميتاج |
| 2014  | الفتاة الجديدة                         |                |
| 2015  | سي اس آي: التحقيق في موقع الجريمة      |                |

## الجوائز
| السنة | الجهة                               | الفئة                                                   | النتيجة |
| ----- | ----------------------------------- | ------------------------------------------------------- | ------- |
| 1972  | جائزة توني                          | أفضل ممثل في عمل موسيقي                                 | رُشِّح     |
| 1976  | جائزة توني                          | أفضل ممثل في مسرحية                                     | رُشِّح     |
| 1977  | جوائز دراما ديسك                    | جائزة دراما ديسك لأفضل ممثل في عمل موسيقي               | رُشِّح     |
| 1977  | جائزة توني                          | أفضل ممثل في عمل موسيقي                                 | فوز     |
| 1978  | جائزة جمعية نقاد السينما في نيويورك | أفضل ممثل مساعد                                         | رُشِّح     |
| 1979  | جوائز الجمعية الوطنية لنقاد السينما | أفضل ممثل مساعد                                         | رُشِّح     |
| 1989  | جائزة غولدن غلوب                    | أفضل ممثل مساعد – مسلسل، أو مسلسل قصير أو فيلم تلفزيوني | فوز     |

## روابط خارجية
- باري بوستويك على موقع IMDb (الإنجليزية)
- باري بوستويك على موقع ألو سيني (الفرنسية)
- باري بوستويك على موقع ميوزك برينز (الإنجليزية)
- باري بوستويك على موقع تيرنر كلاسيك موفيز (الإنجليزية)
- باري بوستويك على موقع أول موفي (الإنجليزية)
- باري بوستويك على موقع قاعدة بيانات برودواي على الإنترنت (الإنجليزية)
- باري بوستويك على موقع قاعدة بيانات الأفلام السويدية (السويدية)
- باري بوستويك على موقع إن إن دي بي (الإنجليزية)
- باري بوستويك على موقع ديسكوغز (الإنجليزية)
- باري بوستويك على موقع قاعدة بيانات الفيلم (الإنجليزية)